# Anikó Pelle
Anikó Pelle, född 28 september 1978 i Budapest, är en Ungernfödd italiensk vattenpolospelare (försvarare) som spelar för CC Ortigia. Hon ingick i Italiens landslag vid olympiska sommarspelen 2012. Innan dess hade hon en lång och framgångsrik landslagskarriär i Ungerns landslag. Alla VM- och EM-medaljer som hon har tagit har varit för Ungern.
Pelle gjorde fyra mål i damernas vattenpoloturnering i samband med de olympiska vattenpolotävlingarna 2004 i Aten och tolv mål i damernas vattenpoloturnering i samband med de olympiska vattenpolotävlingarna 2008 i Peking. Hennes bästa OS-placeringar är med det ungerska landslaget, sjätte plats 2004 och fjärde plats 2008. Med det italienska landslaget kom hon på sjunde plats i damernas vattenpoloturnering i samband med de olympiska vattenpolotävlingarna 2012 i London. Hennes målsaldo var två mål.
För Ungern tog Pelle EM-guld 2001 i Budapest och VM-guld 2005 i Montréal. Dessutom ingick hon i laget som vann FINA Women's Water Polo World Cup 2002 i Perth.